# Karlson vernulsja
Karlson vernulsja (in russo Карлсон вернулся? , lett. Karlsson è tornato) è un film d'animazione sovietico del 1970 tratto dal racconto per bambini di Astrid Lindgren Karlsson sul tetto. Si tratta del seguito del film realizzato dallo studio Sojuzmul'tfil'm nel 1968 e intitolato Malyš i Karlson.

## Trama
I genitori del bambino pubblicizzano che il bambino ha bisogno di un caregiver. La severa governante Freken Bock arriva con la gatta Matilda e un aspirapolvere, e assicura ai genitori che presto non riconosceranno il loro bambino. Dopo che i genitori se ne sono andati, chiude a chiave il bambino nella stanza quando vuole mangiare un panino. Dice che il dolce rovina la figura e dice al bambino di andare a letto, fare i compiti e lavarsi le mani. Nel frattempo, Freken Bok dice a Matilda di prendersi cura del cucciolo di Kid, ma dopo che ha leccato il gatto, lei si è sciolta verso di lui. Carlson arriva, la sua elica si guasta di nuovo e chiede al ragazzo di "fare rifornimento" - una torta con panna montata. Il ragazzo offre salsiccia fritta Carlson, ma non può portarlo. Freken Bock, nel frattempo, sta guardando la TV. Lì viene trasmesso il programma "Dalla vita dei fantasmi", dove i truffatori del primo film parlano del fantasma che li ha spaventati. Freken Bock è critico su questo. Su consiglio della conduttrice, annota il numero di telefono della redazione. Il ragazzo piagnucola, ma Carlson lo calma, emettendo la frase caratteristica "Calma, solo calma!" , fa un piano su come vendicarsi della "governante" e alla fine la rinchiude nella stanza del bambino. Freken Bok sviene, ripetendo: "Ku-ku!". Alla fine, dopo una serie di avventure, la signorina Bok incontra comunque Carlson. Bevono il tè, Carlson inizia a mostrare trucchi, ma arrivano i genitori del Kid. Il ragazzo li presenterà a Carlson, ma è già volato via.